# Наміб-Науклюфт (національний парк)
Наміб-Науклюфт — національний парк в Намібії, що охоплює велику частину пустелі Наміб і гірського хребта Науклюфт. Загальна площа складає 49768 км², таким чином це найбільший національний парк Намібії і 4-й за величиною у світі. Найбільш відомим об'єктом парку є глиняне плато Соссуфлей. Фауна представлена численними зміями, геконами, різними комахами, гієнами, ориксами, шакалами. Велика частина вологи випадає у вигляді туману, в період з лютого по квітень в середньому випадає 106 мм опадів. Парк заснований в 1907 році, коли німецька колоніальна адміністрація оголосила землі між річкою Свакоп і Куйсеб заповідними. У сучасних межах парк існує з 1978 року.

## Географія
Тягнеться на 1570 км уздовж усього узбережжя Намібії від річки Помаранчевої на півдні до річки Кунене на півночі. У найвужчому місці досягає ширини в 25 км, а в найширшому — 180.

### Соссусфлей
Плато Соссусфлей знаходиться в центрі пустелі Наміб. Етимологія назви цієї місцевості утворено від двох слів: sossus, що в перекладі означає «місце збору води», і vlei — неглибоке озеро, що заповнюється водою в сезон дощів. Після сезонних опадів вода в цих поглибленнях зберігається ще декілька місяців. Плато — царство піщаних дюн, з яких близько 90% складаються з кварцового піску. На деяких з них помітні місця з піском темніших червонясто-чорних відтінків. Піски з'явилися тут завдяки східним вітрам, які принесли їх сюди з центральної частини східної Намібії. Деякі піщинки покриті оксидом заліза, що надає їм характерний червоний колір. У деяких частинах Соссусфлей зустрічаються двоколірні червоно-жовті дюни.

## Флора і фауна
Найяскравішим представником рослинного світу тут є вельвічія: дерево із стволом завтовшки до 1 м і заввишки всього 10-15 см і двома листками завдовжки у два людські зрости, які вона не скидає впродовж 100 років.

## Ресурси Інтернету
- Вікісховище має мультимедійні дані за темою: Наміб-Науклюфт (національний парк)
- Ministry of Environment and Tourism report
- Gobabeb Training & Research Centre  — A major centre for Namib ecological and development research since 1962; joint venture between the Ministry of Environment and Tourism and the Desert Research Foundation of Namibia
- Namib-Naukluft National Park, Namibia (1). NASA Earth Observatory.
- Namib-Naukluft National Park, Namibia (2). NASA Earth Observatory.

## Фототека

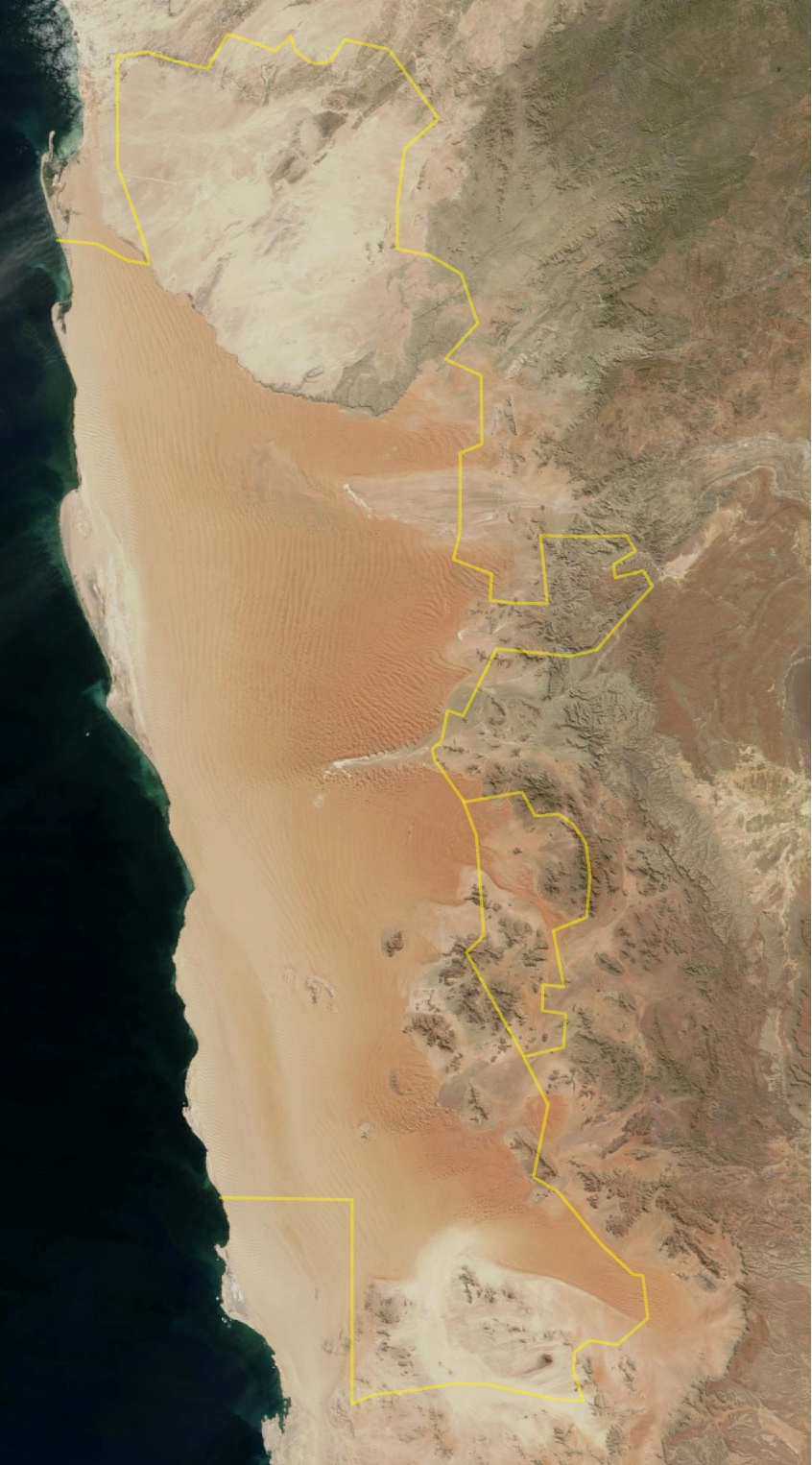
Супутникове фото з вказівкою меж національного парку
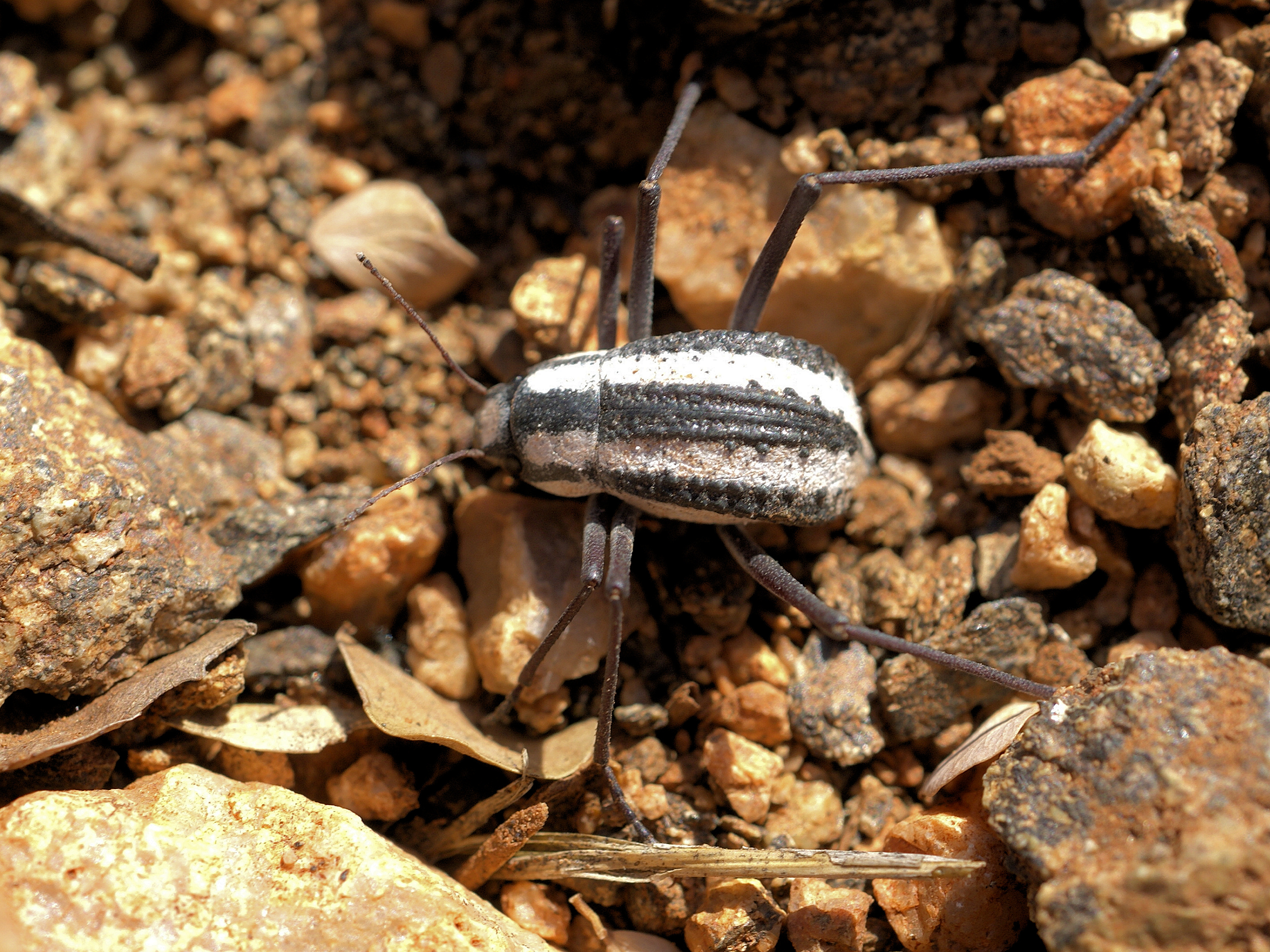
Onymacris unguicularis
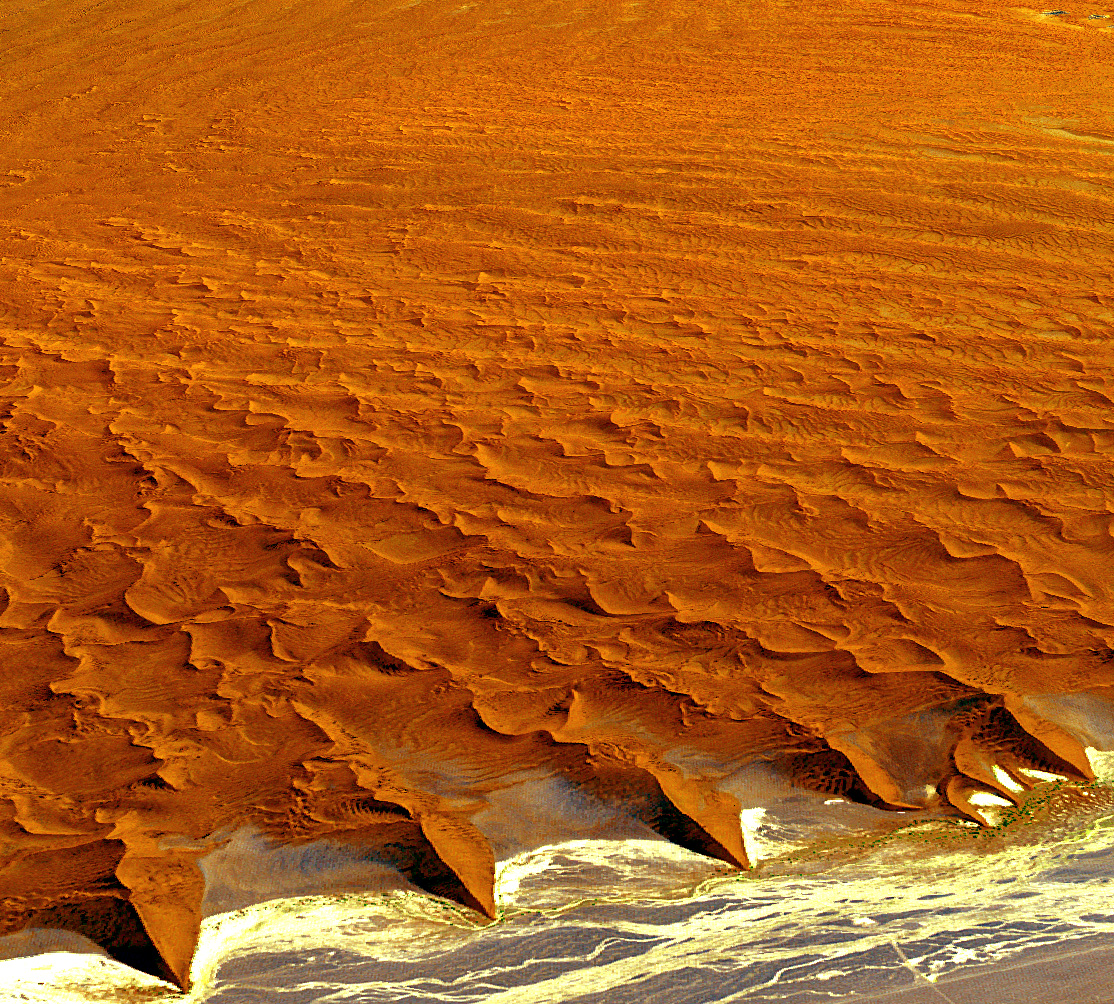
Дюни
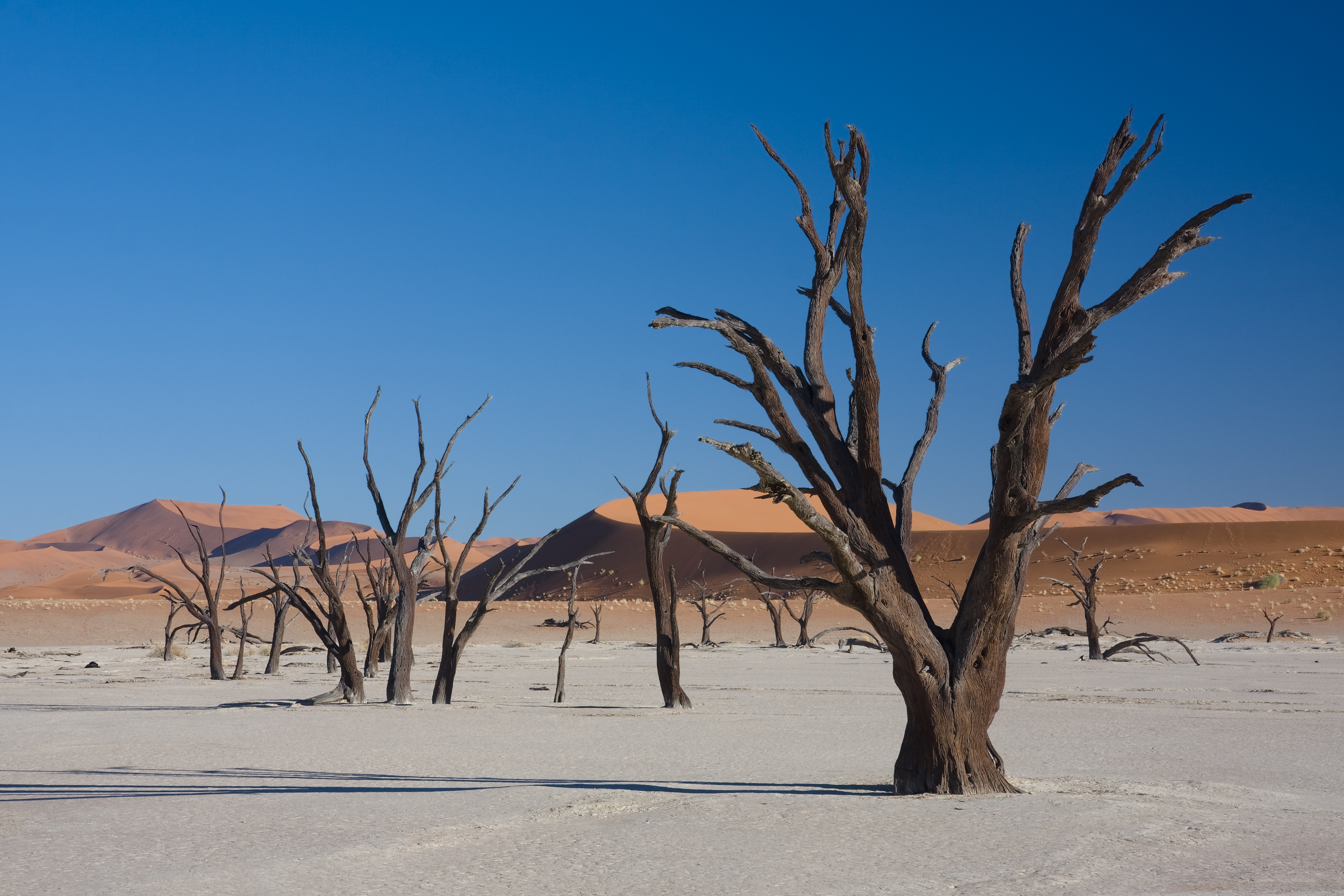
Мертві 550-річні дерева
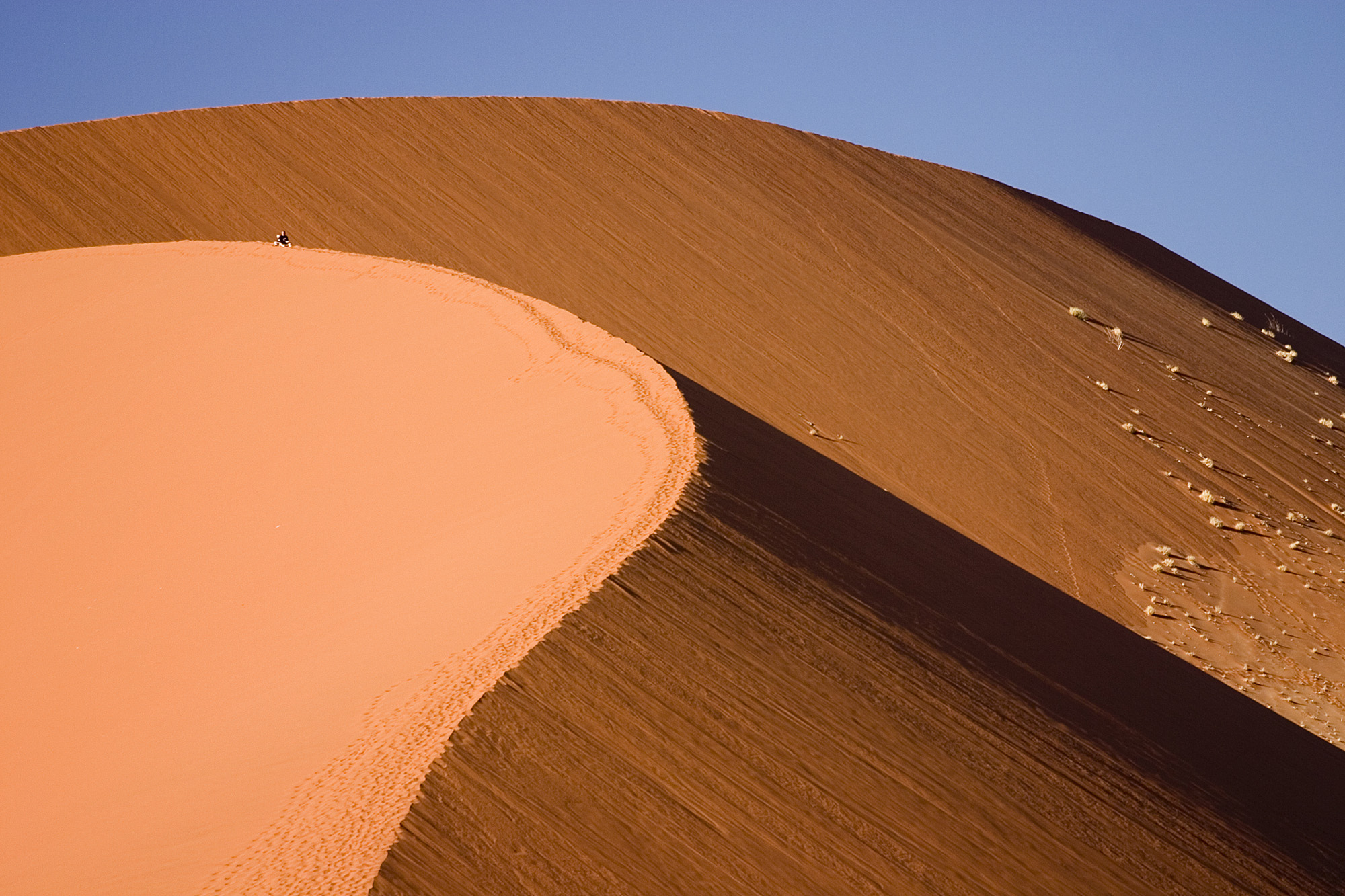
Типові дюни
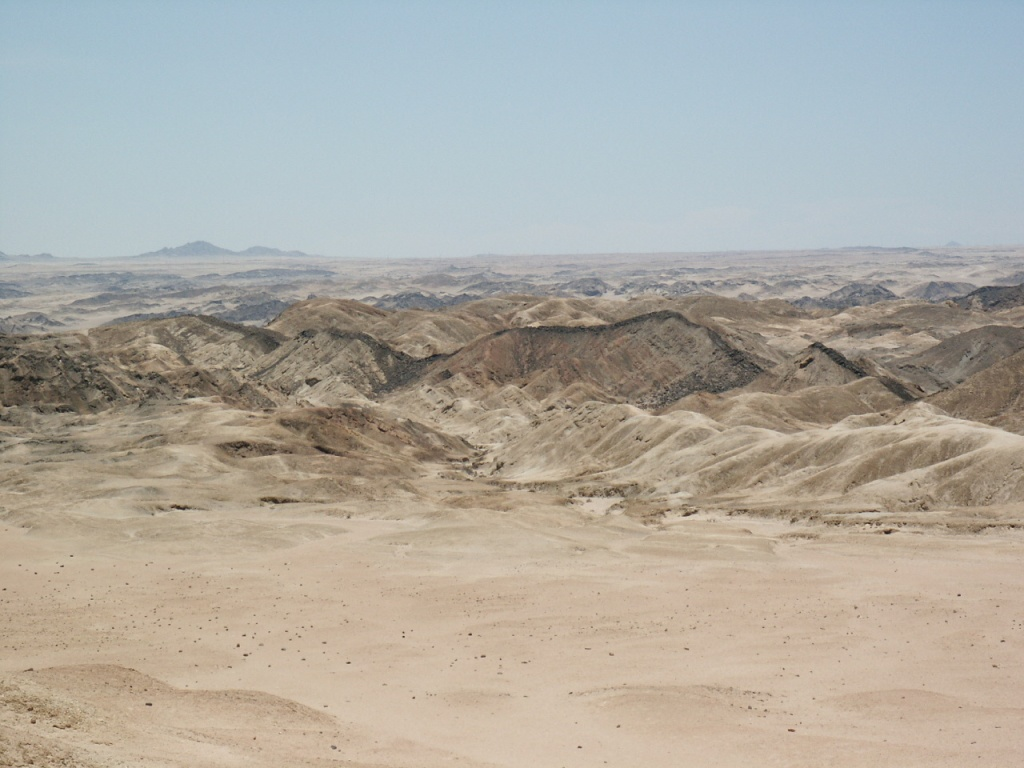
Місячний пейзаж парку